# 170306 Augustzátka
(170306) Augustzátka, denumire internațională (170306) Augustzatka, este un asteroid din centura principală de asteroizi.

## Descriere
170306 Augustzátka este un asteroid din centura principală de asteroizi. A fost descoperit pe 18 septembrie 2003 la Observatorul Kleť, în cadrul proiectului KLENOT. Asteroidul prezintă o orbită caracterizată de o semiaxă mare de 2,42 ua, o excentricitate de 0,14 și o înclinație de 7,0° în raport cu ecliptica.